# 安氏新银鱼
安氏新银鱼（学名：Neosalanx anderssoni）为輻鰭魚綱胡瓜魚目银鱼科新银鱼属的鱼类。分布于朝鲜西海沿岸以及中国黄海、渤海及东海北部沿岸等，棲息在底層淡水、半鹹水水域，會進行洄游，生活習性不明。该物种的模式产地在山海关。